# Mavileo
Mavileo is een drumfanfare uit Leimuiden in de gemeente Kaag en Braassem, in de Nederlandse provincie Zuid-Holland. 
Mavileo betekent Muzikaal Amusement Voor Ieder In Leimuiden en Omstreken. 
Mavileo, opgericht op 14 oktober 1975, kent als muziekvereniging meerdere groeperingen. De blazers en de slagwerkers vormen met elkaar de drumfanfare. Bij de vele straatoptredens, binnen en buiten Leimuiden, wordt de drumfanfare voorafgegaan door de majorettes. Regelmatig neemt drumfanfare Mavileo deel aan concoursen. Ook de majorettes/twirlsters doen regelmatig mee aan twirlwedstrijden. De vereniging biedt opleidingen voor onder meer dwarsfluit, trompet, slagwerk en baton twirling. Bij alle groeperingen zijn doorlopend leerlingen in opleiding. Drumfanfare Mavileo is aangesloten bij de Koninklijke Nederlandse Muziek Organisatie (KNMO). 

## Wereldduurrecord
Een van de hoogtepunten uit het bestaan van de vereniging was het 30-jarig jubileum in 2005. Bij deze gelegenheid werd in de sporthal van Leimuiden door een aantal leden van de slagwerkgroep het wereldduurrecord slagwerk op 30 uur gezet. Hierbij werd de groep, bestaande uit zes slagwerkers, gesteund door medeslagwerkers, de blazersgroepering van Mavileo en zusterverenigingen uit de omgeving.
In 2015 vierde de vereniging haar 40-jarig bestaan.